# Мокшень правда
«Мокшень правда» (с мокш. — «Мокшанская правда») — республиканская газета на мокшанском языке, издающаяся в Мордовии. Учредителями являются правительство и Государственное Собрание Мордовии.
В газете публикуются материалы о социальных, политических и экономических событиях республики, а также освещаются вопросы мокшанского языка и культуры.
Выходит 1 раз в неделю на 16 полосах формата А3. Тираж 4500 экземпляров. В 1970-е годы тираж составлял 8 тыс. экземпляров.
С 1921 года материалы на мокшанском языке публиковались в двуязычной (эрзянско-мокшанской) газете «Якстере теште». В 1924 году была создана отдельная мокшанская газета «Од веле» (Новая деревня). Сначала издавалась в Пензе, потом редакция переехала в Саранск. Современное название — с 1932 года. В 1971 году награждана орденом «Знак Почёта», а в 1981 году - Почетной грамотой Президиума Верховного Совета РСФСР. Газета «Мокшень правда» и отдельные ее журналисты становились лауреатами разных республиканских и межрегиональных конкурсов.